# Cimetière protestant de Montpellier
Le cimetière protestant de Montpellier, est un cimetière urbain privé, se situant dans la ville de Montpellier, dont l'entrée se trouve au 3, avenue de Palavas.

## Historique
Le cimetière actuel créé en 1809 est le quatrième cimetière protestant de Montpellier, du cimetière protestant de Montpellier. D'une superficie de 3 500 m2 à sa création, il est agrandi une première fois en 1824 puis en 1856 et de nouveau en 1880.
Cette même année une chapelle est édifiée à l'entrée. Enfin une dernière parcelle ajoutée en 1923 fixe sa forme définitive.
La première inhumation a lieu le 20 novembre 1809, le jour même du décret signé par l’empereur Napoléon Ier au palais des Tuileries, autorisant le maire de Montpellier à acquérir le terrain pour l’établissement du cimetière. Ce décret régularise l’acte de vente passé le 16 septembre 1809. 
Le cimetière de forme triangulaire, d'une superficie d'un hectare et demi compte 1 472 concessions, très représentatives de l'importante contribution des protestants dans le développement de Montpellier.
Le cimetière protestant est le plus ancien cimetière en activité de la ville.
En 2009 , une partie du cimetière ( ancienne maison du gardien et dépendances) a été vendue pour y construire un immeuble résidentiel. Cette décision avait été prise le 21 avril 2007 par l'Assemblée générale de l’Association cultuelle de l’Eglise réformée de Montpellier, une autre association indiquant que « Ce démembrement d’un îlot foncier cohérent et ancien répond à d’autres besoins que ceux du
cimetière »

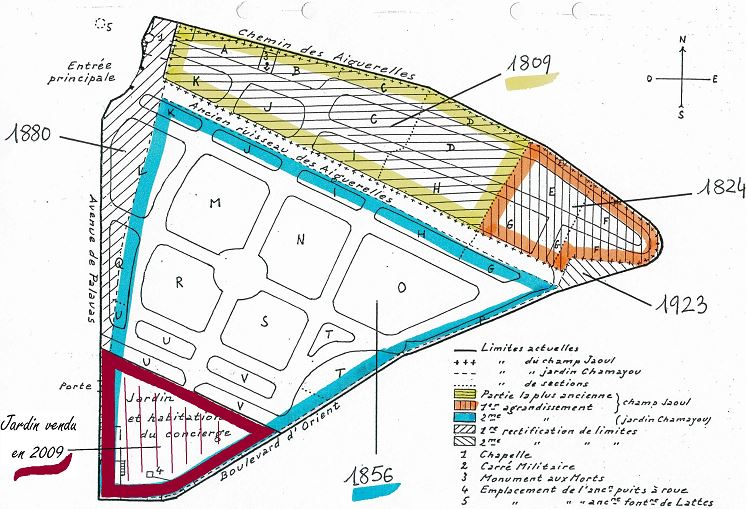
Schéma de l'historique.

## Personnalités inhumés au cimetière protestant de Montpellier
- Berthe Baraduc (1883-1961), écrivaine de livre de jeunesse;
- Frédéric Bazille (1841-1870), artiste peintre ;
- Gaston Bazille (1818-1894), sénateur, père de Frédéric ;
- Jean-Baptiste Bénézech (1852-1909), ouvrier typographe et député[2] ;
- Auguste Théodore Boehm (1798-1870), imprimeur lithographe[Note 4] ;
- Pierre de Cabrol de Mouté (1769-1819), colonel, baron d'Empire ;
- Jean Cadier (1898-1981), pasteur, théologien et résistant[2] ;
- Albert Castelnau (1823-1877), écrivain et député[8] ;
- Eugène Castelnau (1827-1894), artiste peintre[8] ;
- Paul Cazalis de Fondouce (1835-1931), géologue[2] ;
- Gustave Chancel (1822-1890), chimiste[2] ;
- Jacques David Martin de Campredon (1761-1837) général, baron d'Empire ;
- Georges Flandre (1899-1944), officier de l'Armée du salut et résistant (Montcalm) ;
- Jeanne Galzy (1883-1977), écrivain[8] ;
- Paul Gervais de Rouville (1823-1907), géologue[9] ;
- Jacques-Louis Hénon (1802-1872), médecin et maire de Lyon[8] ;
- Philippe Jaulmes (1927-2017), architecte et urbaniste, inventeur du Panrama ;
- René Pomier Layrargues (1916-1940), pilote de chasse ;
- Edmond Leenhardt (1870-1950), architecte[10],[11] ;
- Franz Leenhardt (1846-1922), théologien et universitaire ;
- Max Leenhardt (1853-1941), artiste peintre[12] ;
- Louis Médard (1768-1841), négociant d'indienne et bibliophile ;
- Eugène Pagézy (1876-1939), général[13] ;
- Jules Pagézy (1802-1882), député, sénateur et maire de Montpellier[2] ;
- François Perrier (1833-1888), général et géographe[2] ;
- Jules Planchon (1823-1888), biologiste ;
- Armand Sabatier (1834-1910), professeur d'anatomie[14] ;
- Henri Victor Vallois (1889-1981), anthropologue et paléontologue[2].

Vues du cimetière
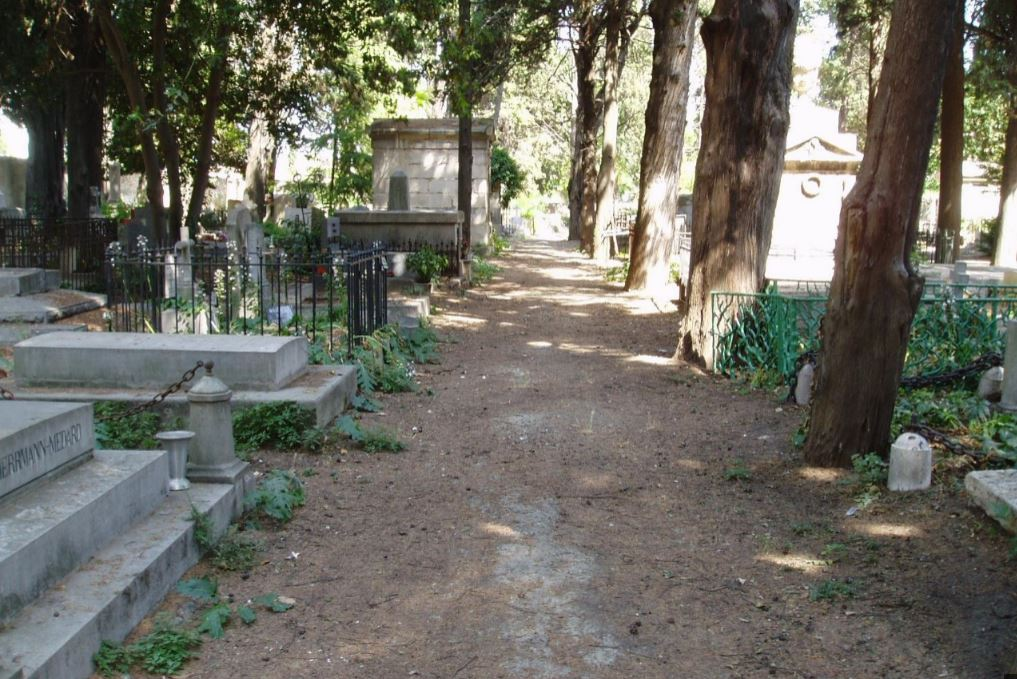
Vue générale.
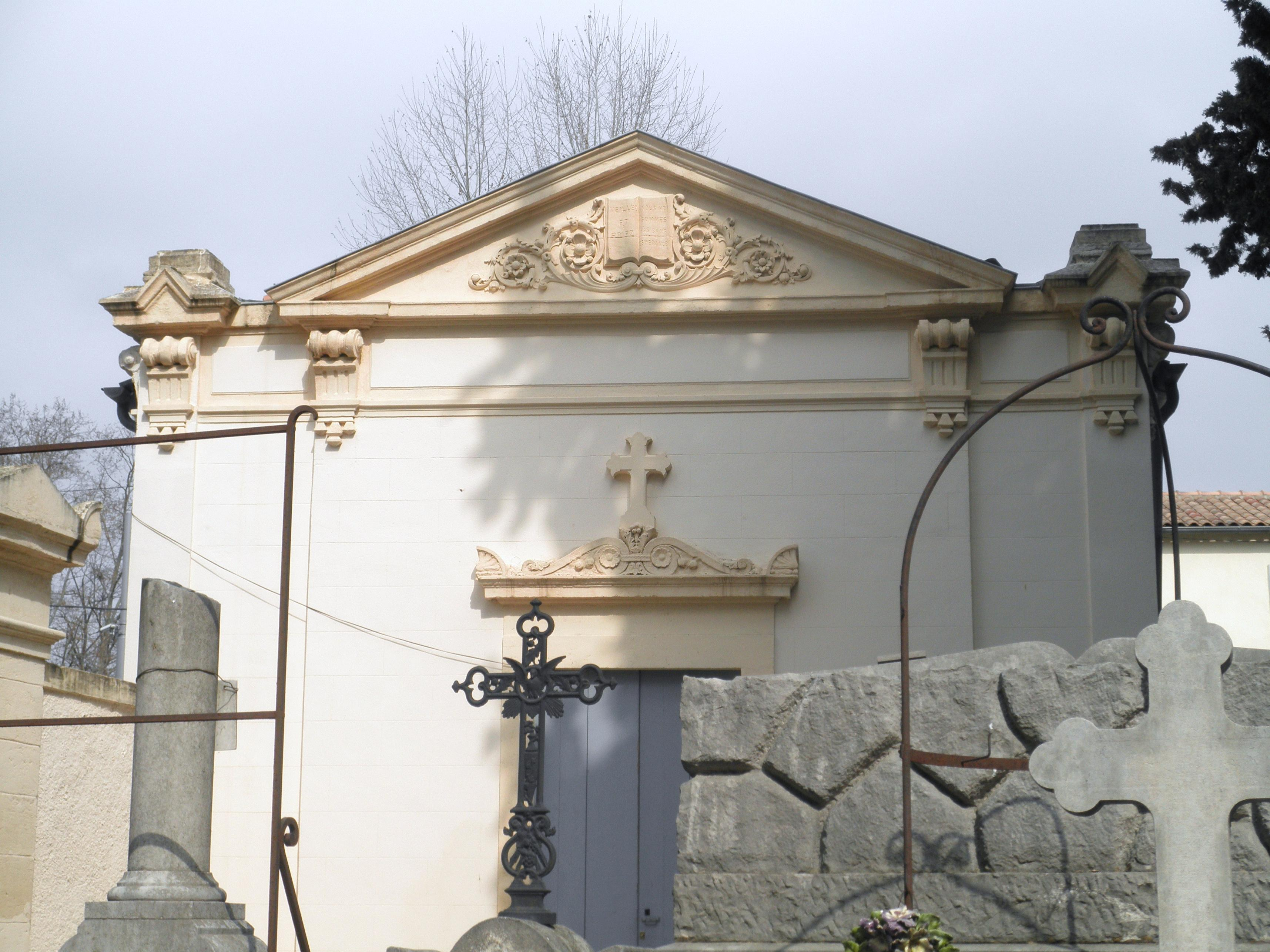
Chapelle du cimetière (1880).
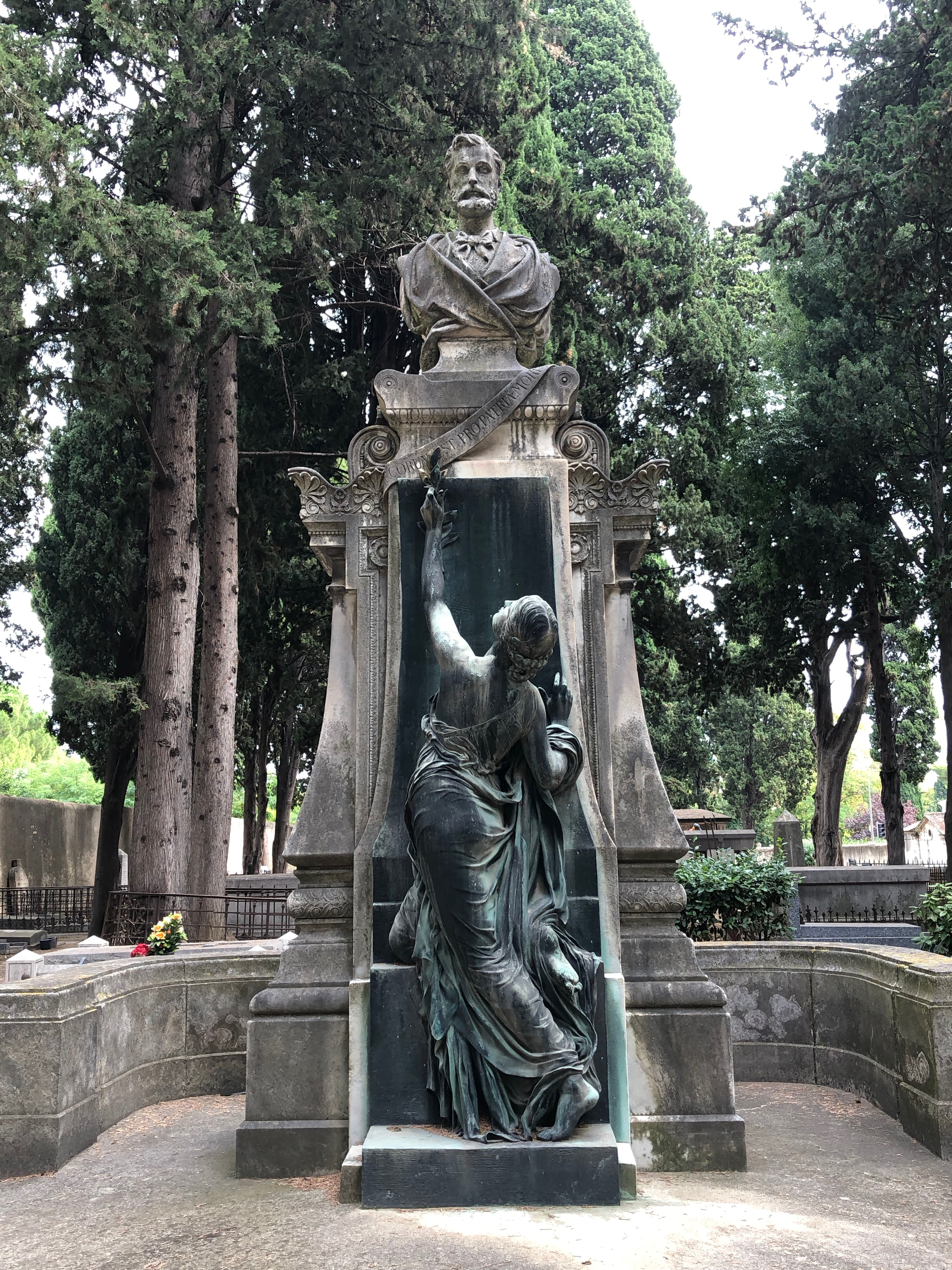
La tombe de Frédéric Bazille, par Auguste Baussan (buste) et Henri Chapu (bas-relief).